# 团结圩乡
团结圩乡原属湖南省桂阳县下辖乡，2012年4月撤销。团结圩乡与原樟市镇成建制合并设立樟市镇。团结圩乡撤销前行政区划代码431021205；2011年末团结圩乡下辖团结村、公和村、洋塘村、东冲村、平都村、曾家村、禾苍头村、竹中村、龟上村、深塘村共计10行政村。